# Курбатов, Иван Ильич
Иван Ильич Курбатов (1846—1923) — русский врач.

## Биография
Родился в городе Шавли (Шяуляй) Ковенской губернии, где в качестве военного инженера-сапера служил его отец Илья Исаевич Курбатов — уроженец Тамбовского края. От первого брака у Ильи Исаевича Курбатова родился один сын — Александр. От второго, с Глафирой Яковлевной, — шестеро детей.
Детство и юношеские годы Ивана Ильича Курбатова прошли в Тамбове. В 1856 году его вместе, с братом Алексеем, на короткое время отдали в Нежинскую военную школу. Окончил Тамбовскую губернскую гимназию. Продолжил обучение на медицинском факультете Московского университета и в 1870 году после его окончания служил земским врачом в селе Путятино Сапожковского уезда Рязанской губернии.
В 1877 году переехал в Москву и сдал экзамены на степень доктора медицины. Во время Русско-турецкой войны (1877—1878) работал в санитарных поездах. Затем, до 1880 года работал в клиниках Московского университета и 26 сентября 1879 года защитил диссертацию «Об искусственном пути в желудок».
С января 1880 по июнь 1881 года находился в заграничной командировке в Германии, Австрии, Франции; посетил больного И. С. Тургенева на даче Виардо под Парижем. Русская колония Латинского квартала избрала Курбатова своим представителем на чествовании Виктора Гюго, и Иван Ильич лично приветствовал великого писателя. Портрет Виктора Гюго всегда украшал его кабинет. Талантливый молодой врач шел быстро в гору, но болезнь ног повредила его карьере.
В 1881—1906 годах работал хирургом в Павловской больнице в Москве (ныне 4-я городская клиническая больница) и занимал с семьёй один из флигелей во дворе больничного комплекса. Одновременно Курбатов работал в больнице при Даниловской мануфактуре (с 1883 года), где организовал образцово-показательное родильное отделение и оказывал хирургическую помощь. Был приглашен врачом-консультантом в Практическую академию коммерческих наук. Выступал активным сторонником введения антисептических методов в хирургии и одним из первых стал носить белый халат, вызывая недоумение и насмешки коллег.
После ухода в 1905 году из Павловской больницы он некоторое время занимал с семьёй квартиру на Полянке, а затем на Валовой улице в Москве.
В 1920-е годы Иван Ильич Курбатов жил в Барановке, небольшом имении в 46 десятин, в Рязанской губернии (в Протасьевом Углу), купленное ещё в 1897 году, где писал воспоминания и безвозмездно лечил крестьян, с которыми у него были добрососедские отношения; в послереволюционные годы оно стало убежищем от голода и разрухи.
Супруга Ивана Ильича Курбатова — Антонина Николаевна (в девичестве Вихляева) вырастила 9 детей: Антонину, Фёдора, Екатерину, Наталию, Христину, Дмитрия, Николая, Татьяну и Михаила.